# 張蚝
張蚝（？—？），本姓弓，表字不詳，上黨郡泫氏縣（今山西高平市）人。十六國時期前秦重要將領，參與了前秦滅前燕之戰、前秦滅代國之戰及淝水之戰等重要戰事。淝水之戰後出戍并州，支援苻丕在晉陽（今山西太原）即位以承國祚，官至太尉。在前秦國內與另一將領鄧羌皆有「萬人敵」之稱。

## 生平

### 張平養子
張蚝因為臂力過人，能拉著牛令其倒著走，又能翻越高城牆，故獲後趙將領張平所愛，以其為養子。隨著後趙滅亡，為後趙并州刺史的張平先後向前秦及前燕歸降，據并州維持半獨立狀態。永興元年（357年），張平以并州降晉，接著同時叛秦、燕二國。苻堅於是在次年二月親自率兵討伐，並以鄧羌為前鋒，進駐汾上。張平因而派張蚝率兵抵禦，並與鄧羌相持十多日。三月，苻堅率軍至銅壁（今山西忻縣西），張平盡出兵眾抵抗，張蚝單騎大呼，多次出入於秦軍陣中，令得苻堅要招募人去生擒他。最終張蚝遭呂光刺傷並被鄧羌俘獲，張平部眾因而潰散，張平亦只得投降。張蚝因而入秦，並以其為虎賁中郎將，甚為寵待，常置身邊。後升為廣武將軍。

### 四出征戰
建元四年（368年）正月，苻堅派兵討伐上一年各自據城而反的苻柳、苻廋等四人，張蚝就與前將軍楊安進攻魏公苻廋據守的陝城（今河南陝縣），並奉苻堅命在城外三十里堅守，等待攻打上邽（今甘肅天水市）及安定二城叛軍的軍隊前來會合時才進攻。終至十二月才攻陷叛亂四城中最後的陝城。
建元六年（370年），苻堅命王猛率軍攻伐前燕，張蚝以虎牙將軍身份隨軍，受王猛節制。王猛及後與楊安分攻壺關（今山西壺關縣）及晉陽（今山西太原）二地，但因晉陽兵多糧足，楊安久攻不下，當時已拿下壺關的王猛於是率軍助戰，並命張蚝挖地道，以數百壯士潛入城中，從而開了城門讓秦兵進入，順利攻下晉陽。秦軍後來與慕容評率領的燕軍主力於潞川決戰，張蚝與徐成、鄧羌等在燕軍陣中多次出入，旁若無人，殺傷數百人。最終燕軍大敗給秦軍，王猛於是率軍乘勝追擊，最終滅掉前燕。張蚝戰後因功而進號前將軍。次年苻堅應據守壽春（今安徽壽縣）叛晉的袁瑾、朱輔請求，派了張蚝及衞將軍王鑒率步騎二萬救援壽春，但在淝水北的石橋敗於晉將桓伊等，被逼退守慎城。不久壽春被攻陷。
建元十二年（376年），張蚝以前禁將軍與鄧羌等率軍會同行唐公苻洛北征代國。代王拓跋什翼犍因病而不能掌兵，在劉庫仁敗於秦軍後就逃至陰山以北。及後拓跋什翼犍乘秦軍稍退而南返盛樂（今內蒙古和林格爾北），卻為其子拓跋寔君所殺，秦軍知道消息後，張蚝等率軍進攻盛樂所在的雲中郡，代國因而大亂，終被前秦吞併。
建元十五年（379年），張蚝遷并州刺史。次年轉後將軍。建元十九年（383年）五月，晉將楊亮配合桓沖北伐前秦的行動而攻涪城（今四川涪城區），苻堅命張蚝及步兵校尉姚萇救援涪城，經斜谷入蜀後楊亮就因桓沖等退兵而撤還。同年八月，苻堅正式派大軍進攻東晉，意圖統一全國，因而以苻融督張蚝及慕容垂等率二十五萬大軍作前鋒，自率大軍在後。秦軍在初戰都取得勝利，並攻取了壽春，但後來晉將劉牢之擊敗了駐洛澗的梁成部隊，並水陸並進攻向秦軍，張蚝雖在淝水南擊敗謝石軍，但面對謝玄等人列陣待戰，張蚝無法擊潰晉軍，只有退至淝水北岸，並與於淝水南岸的晉軍對峙。後苻堅應晉軍要求，命前秦軍隊後退以讓兩軍決戰，卻令到秦軍自行潰敗，終於淝水之戰大敗。

### 并州輔主
苻堅率敗軍至洛陽時，命張蚝率五千羽林軍北戍并州。次年，慕容垂叛變並圍攻鄴城（今河北臨漳縣），守鄴城的長樂公苻丕曾向張蚝及并州刺史王騰求救，但二人皆以兵少而不能出兵救援。至建元二十一年（385年），苻丕棄鄴城西歸長安，到潞川時張蚝與王騰同迎苻丕到晉陽。不久苻丕知苻堅被殺的消息，於晉陽稱帝，以張蚝為侍中、司空。次年遷任太尉，但同年苻丕謀取洛陽失敗，為晉軍所殺，部眾分別在苻纂率領下回杏城和被西燕所吸納，史傳則再無張蚝的記載。

## 性格特徵
- 張蚝曾經因為與張平的妾有染而被其斥責，張蚝因大感慚愧而自割生殖器作誓言，於是成了閹人。
- 張蚝勇猛非常，被稱為「萬人敵」。在苻堅攻張平時的屢衝秦軍軍陣的表現令苻堅要在軍中募人生擒他，後在進攻前燕晉陽城時及潞川之戰中皆有表現，助秦軍取勝。

## 評論
- 胡三省：秦以鄧羌、張蚝為萬人敵。是時鄧羌死矣，張蚝卒不能救秦之亡。是知徒勇而無謀者，無益於成敗之數也。